# Бородинка (Красноуральський міський округ)
Бороди́нка (рос. Бородинка) — селище у складі Красноуральського міського округу Свердловської області.
Населення — 18 осіб (2010, 41 у 2002).
Національний склад населення станом на 2002 рік: росіяни — 93 %.